# 1940-ві
1940-ві були десятиліттям за григоріанським календарем, яке почалося з 1 січня 1940 і закінчилося 31 грудня 1949 р.
Більша частина Другої світової війни, яка суттєво вплинула на життя багатьох країн і людей в Європі, Азії та всього світу, припала на першу половину цього десятиліття. Наслідки війни тривали ще і в другій половині десятиліття, із наступним розділенням войовничої Європи на сфери впливу Західного світу і Радянського союзу, що привезло до початку Холодної Війни.
До певної міри внутрішнє і внутрішнє напруження в післявоєнної епохи керувалося новими інституціями, включаючи ООН, Держави загального добробуту, і Бреттон-Вудську систему. Епоха сприяла економічній експансії після Другої світової війни, яка тривала ще в 1970-х роках. Проте умови післявоєнного світу сприяли деколонізації і появі нових держав і урядів, Індія, Пакистан, Ізраїль, В'єтнам та інші проголосили незалежність, хоча рідко це відбувалося без кровопролиття. Декада також була часом народження нових технологій (як-от комп'ютери, ядерна енергія, і реактивний двигун), часто нові розробки були розроблені завдяки військовим зусиллям, а згодом були адаптовані та вдосконалені в післявоєнну епоху.

## Політика і війни

### Війни
- Друга світова війна (1939—1945)
  - Нацистська Німеччина вторгається в Польщу, Данію, Норвегію, Бенілюкс, і Третю французьку республіку з 1939 по 1941 рр.
  - Радянський Союз вторгається в Польщу, Фінляндію, займає Латвію, Естонію, Литву і Румунський регіон Бессарабії з 1939 по 1941 рр.
  - Німеччина постає перед Великою Британією в Битві за Британію (1940). Це була перша велика військова компанія, яка повністю відбувалася повітряними силами. Вона була найбільшою і найтривалішою з повітряних бомбардувань до цієї пори.
  - Німеччина нападає на Радянський Союз (22 червня 1941 р).
  - Сполучені Штати вступають в Другу світову війну після нападу на Перл-Гарбор 7 грудня 1941 р. Вона зіткнеться з Японською Імперією в Тихоокеанській Війні.
  - Німеччина і Японія зазнають поразки в битві під Сталінградом, в битві за Ель-Аламейн, і битві за Мідвей в 1942 і 1943 рр.
  - Висадка у Нормандії. Сили Антигітлерівської коаліції висаджуються на береги Нормандії в північній Франції (6 червня 1944 р.).
  - Ядерне бомбардування Хіросіми і Наґасакі (6 серпня і 9 серпня 1945); Капітуляція Японії 15 серпня 1945 р.
  - Друга світова війна офіційно закінчилася 2 вересня 1945 р.
- Індо-пакистанський конфлікт
  - Перша індо-пакистанська війна 1947 р.
- Арабо-ізраїльська війна 1948—1949 рр.

## Події
- 1946—1947 — Голодомор в Україні
- 1946 — Бреттон-Вудська система

### Виробництво
- 1940-ві — 1950-ті — «технологічний відрив» США від країн Західної Європи.
- Ядерний реактор (1942), транзистор (1948)

### Філософія, суспільні науки
- Функціональний підхід у психології; структурний функціоналізм

### Політика
- 1945 — початок президентства в США Г. С. Трумена (закінчилося в 1953 році)